# Retifacies abnormalis
Il retifacie (Retifacies abnormalis) è un artropodo estinto, vissuto nel Cambriano inferiore (circa 520 milioni di anni fa). I suoi resti fossili sono stati ritrovati in Cina, nel ben noto giacimento di Maotianshan.

## Descrizione
Di dimensioni considerevoli rispetto a quelle di altri artropodi primitivi, questo animale poteva raggiungere i 12 centimetri di lunghezza, anche se la maggior parte degli esemplari rinvenuti era di dimensioni minori. Lo scudo cefalico era corto, ed era seguito da una decina di segmenti corporei (tergiti) che si sovrapponevano l'uno all'altro. La parte posteriore del corpo era costituita da un grosso scudo e da una lunga coda segmentata. Tutte le tergiti erano dotate di una superficie costituita da poligoni irregolari, sconosciuta tra gli altri artropodi di Maotianshan.
Ventralmente erano presenti due occhi posti su peduncoli, e subito accanto vi erano due lunghe antenne provviste di corte setole. Come molti artropodi primitivi, anche questo animale possedeva le classiche appendici biramate, in numero di diciotto paia. Tre di queste erano posizionate sotto la testa, dieci corrispondevano alle tergiti toraciche e cinque erano presenti nello scudo caudale. Le appendici erano costituite da un ramo con funzione deambulatoria (endopodio) dotato di margine interno spinoso, e da un ramo – branchia (esopodio) formato da una struttura a forma di pinna, costituita da una ventina di setole.

## Classificazione
L'aspetto vagamente simile a quello di un trilobite ha originariamente portato gli studiosi a pensare che Retifacies fosse un possibile parente di Helmetia o di Naraoia, altri due artropodi primitivi imparentati con i trilobiti (Delle Cave e Simonetta 1991, Hou e Bergstrom 1997). Successivamente, un altro studio sugli aracnomorfi del Cambriano ha mostrato come Retifacies fosse imparentato con altri artropodi basali, come Emeraldella e Sidneyia, provenienti dal giacimento di Burgess Shales in Canada.

## Stile di vita
Come molti altri artropodi del Cambriano, il retifacie probabilmente viveva strisciando sul fondale marino. Nonostange i fossili non conservino alcuna appendice cefalica degna di nota, il margine seghettato delle zampe fa supporre che questo animale fosse un predatore o un necrofago. La possibile presenza di sedimento nell'intestino di un esemplare (Hou e Bergstrom 1997) suggerisce che Retifacies potrebbe aver utilizzato altre strategie per nutrirsi.